# بطولة آسيا للرماية بالبندقية 2013
أقيمت بطولة آسيا للرماية بالبندقية 2013 في ألماتي الكازاخستانية في الفترة ما بين 1 أكتوبر و10 أكتوبر 2013 في نادي أسانوف للرماية.

## ملخص الميداليات

### الرجال
| الألعاب                | الذهبية                                                              | الفضية                                                           | البرونزية                                                         |
| ---------------------- | -------------------------------------------------------------------- | ---------------------------------------------------------------- | ----------------------------------------------------------------- |
| الرماية                | حامد الكندي · الإمارات العربية المتحدة                               | فهيد الديحاني · الكويت                                           | مانافجيت سينغ ساندو · الهند                                       |
| الرماية (فرق)          | الهند · مانافجيت سينغ ساندو · زورافار سينغ ساندو · مانشير سينغ       | الكويت · فهيد الديحاني · عبد الرحمن الفيحان · خالد المضف         | الإمارات العربية المتحدة · ظاهر العرياني · حمد الكندي · أحمد مجرن |
| المزدوجة الرماية       | بان تشيانغ · الصين                                                   | حمد العفاسي · الكويت                                             | وانغ هاو · الصين                                                  |
| الرماية المزدوجة (فرق) | الكويت · أحمد العفاسي · حمد العفاسي · فهيد الديحاني                  | عُمان · محمد الحبسي · سالم الحميدي · حسين الشحومي                 | الصين · بان تشيانغ · وانغ هاو · يانغ يييانغ                       |
| السكيت                 | سيف بن فطيس · الإمارات العربية المتحدة                               | عبد الله الرشيدي (لاعب رماية) · الكويت                           | فيتالي كوليكوف · كازاخستان                                        |
| السكيت (فرق)           | كازاخستان · فيتالي كوليكوف · فلاديسلاف موخاميدييف · ألكسندر ييخشينكو | الكويت · عبد الله الرشيدي (لاعب رماية) · زيد المطيري · سعود حبيب | الصين · جين دي · شو ينغ · تشانغ فان                               |

### السيدات
| الألعاب       | الذهبية                                           | الفضية                                                            | البرونزية                                                             |
| ------------- | ------------------------------------------------- | ----------------------------------------------------------------- | --------------------------------------------------------------------- |
| الرماية       | يو يينغ بينغ · الصين                              | شهد الحوال · الكويت                                               | فاطمة أميري · إيران                                                   |
| الرماية (فرق) | الصين · وانغ يي وين · يو يينغ بينغ · تشانغ داندان | الهند · شاغون تشودهاري · شرياسي سينغ · سيما تومار                 | كوريا الشمالية · تشاي هاي كيونغ · باك يونغ هوي · يانغ سول أي          |
| السكيت        | هوانغ سيتسو · الصين                               | يو شيومين · الصين                                                 | إيسارابا إيمبراسيرتسوك · تايلاند                                      |
| السكيت (فرق)  | الصين · هوانغ سيتسو · يو شيومين · تشانغ دونغليان  | كازاخستان · جانييا أيدارخانوفا · إلفيرا أكشورينا · أنجيلينا ميشوك | تايلاند · إيسارابا إيمبراسيرتسوك · شالالاي ناساكول · ناتشايا سوتاربون |

## جدول الميداليات
*   البلد المضيف (مضيف)
| المرتبة | فريق                     | ذهبية | فضية | برونزية | المجموع |
| ------- | ------------------------ | ----- | ---- | ------- | ------- |
| 1       | الصين                    | 5     | 1    | 3       | 9       |
| 2       | الإمارات العربية المتحدة | 2     | 0    | 1       | 3       |
| 3       | الكويت                   | 1     | 6    | 0       | 7       |
| 4       | كازاخستان                | 1     | 1    | 1       | 3       |
| 4       | الهند                    | 1     | 1    | 1       | 3       |
| 6       | عمان                     | 0     | 1    | 0       | 1       |
| 7       | تايلاند                  | 0     | 0    | 2       | 2       |
| 8       | إيران                    | 0     | 0    | 1       | 1       |
| 8       | كوريا الشمالية           | 0     | 0    | 1       | 1       |
| المجموع | المجموع                  | 10    | 10   | 10      | 30      |

## روابط خارجية
- الاتحاد الآسيوي للرماية